# Valery Wichman
Valery Wichman (* 20. Jahrhundert auf den Cookinseln) ist eine Menschenrechtsaktivistin und LGBT-Aktivistin von den Cookinseln. Sie ist ehemalige Präsidentin der Te Tiare Association, der ersten Vereinigung für LGBTQI auf den Cookinseln, und engagiert sich seit ihrer Gründung im Jahr 2009 in der Gruppe.

## Leben
Wichman wuchs in Rarotonga auf. Ab 2007 belegte sie einen kombinierten BA/LLB-Studiengang (kombiniertes Studium der Geisteswissenschaften mit dem Studium der Rechtswissenschaften) an der University of Auckland. 2016 wurde sie als Rechtsanwältin sowohl in der Funktion als Solicitor als auch als Barrister am Obersten Gerichtshofs in Neuseeland zugelassen. Seit ihrem Abschluss ist sie hauptsächlich auf den Cookinseln tätig, wo sie in verschiedenen Rollen für die Regierung arbeitet, zuletzt als Direktorin für zentrale Politik und Planung. Dazu gehört die Arbeit an der nationalen Bevölkerungspolitik der Cookinseln und deren nationaler Agenda für nachhaltige Entwicklung 2020.
Wichman war 2009 Mitgründerin und auch Vorsitzende der LGBTQI-Interessenvertretung „Te Tiare Association“ der Cookinseln, der ersten Vereinigung für Lesben, Schwule und Transgender-Menschen. Sie ist eine führende Persönlichkeit der LGBTQI-Bewegung im gesamten Pazifikraum. Nachdem im November 2019 ein Sonderausschuss des Parlaments empfahl, Homosexualität und sexuelle Handlungen zwischen Männern als Straftat beizubehalten, die mit einer Gefängnisstrafe von bis zu sieben Jahren geahndet werden konnte, setzte Wichman sich über die „Te Tiare Association“  mit der Kampagne zur Entkriminalisierung gleichgeschlechtlicher Handlungen auf den Cookinseln dagegen ein. Ziel war es, die Regierung zur Aufhebung der Landesgesetze zu bewegen, die Homosexualität unter Strafe stellen und um eine gesellschaftliche Veränderung der Wahrnehmung und des Verhaltens im Zusammenhang mit gleichgeschlechtlichen Beziehungen herbeizuführen. Das Gesetz, das gleichgeschlechtliche Beziehungen auf den Cookinseln entkriminalisiert, wurde am 14. April 2023 im Parlament der Cookinseln verabschiedet.

## Auszeichnungen und Ehrungen
- 2016 gewann Wichman den „Queen’s Young Leaders Award“ des britischen Commonwealth für besonderes gesellschaftlich-sozial-politisches Engagement für die Verdienste um die Rechte von Homosexuellen und um LGBTQI-Rechte auf den Cookinseln.[2][3][7] Der Award wurde anlässlich des Thronjubiläums von Elisabeth II. erstmals und bis 2019 als jährliche Auszeichnung der Führungsqualitäten außergewöhnlicher Menschen im Alter zwischen 18 und 29 Jahren vergeben.
- Wichman wurde 2021 für die „40 Under 40“-Liste  der University of Auckland ausgewählt, die jährlich 40 sowohl im Berufs- als auch im Privatleben herausragende Alumni vorstellt.
- Im Februar 2024 wurde ihr der Deutsch-Französische Preis für Menschenrechte und Rechtsstaatlichkeit verliehen. Sie war damit die erste Person aus der Pazifik-Region, die diese Auszeichnung erhielt.[2]